# Pierre-Joseph Picot de Clorivière

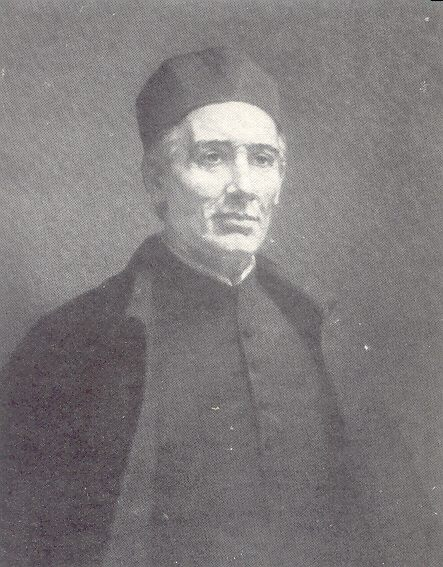
Pierre-Joseph Picot de Clorivière (Jahr unbekannt)

Pierre-Joseph Picot de Clorivière (* 29. Juni 1735 in Saint-Malo; † 9. Januar 1820 in Paris) war ein römisch-katholischer Geistlicher, Jesuit, Mystiker, Autor und Ordensgründer.

## Leben und Werk

### Der jüngste Jesuit
Pierre-Joseph Picot de Clorivière entstammte einer Händler- und Seefahrerfamilie von Saint-Malo. Mit sieben Jahren verlor er den Vater, mit neun die Mutter. Ein Leben lang war er Stotterer. Nach dem Studium der Rechtswissenschaft in Paris (ab 1753) trat er 1756 in den Jesuitenorden ein und war ab 1759 Regens im Jesuitenkolleg Compiègne. Als 1762 die Jesuitenkollegien vom Parlament geschlossen und die Jesuiten vertrieben wurden, ging er nach Lüttich, wo er sich Peter Pigot nannte. Er wurde in Köln zum Priester geweiht und ging 1766 über Gent nach London, wo er sich Peter Rivers nannte. 1767 kehrte er als Vize-Novizenmeister nach Gent zurück und ging 1770 als Beichtiger der englischen Benediktinerinnen nach Brüssel. 1773 legte er als letzter Neu-Jesuit die feierlichen Gelübde ab, kurz bevor der Orden am 21. Juli 1773 von Papst Clemens XIV. aufgehoben wurde. Von 1775 bis 1786 war Clorivière seelsorgerisch und schriftstellerisch tätig, zuerst in Paris, ab 1779 in Paramé bei Saint-Malo. Von 1786 bis 1790 war er Oberer der kirchlichen Kollegschule von Dinan. Als die Französische Revolution 1790 kirchenfeindlich wurde, ging er in den Untergrund und lebte bis 1801 versteckt in Paris und Saint-Malo.

### Ordensgründer während der Revolution
Angeregt durch die in Dinan erstmals getroffene Adélaïde-Marie Champion de Cicé und unter dem Eindruck der Verhältnisse während der Revolutionszeit entwickelte er die Idee (für Männer wie für Frauen) eines Ordens neuen Typus, dessen Mitglieder (Priester und Laien) unter Verzicht auf Habit und klösterliches Zusammenleben mitten in der Welt leben sollten (gegebenenfalls mit Familienleben und bürgerlichem Beruf). 1791 kam es zur Gründung. Die Männer nannten sich Société du Coeur de Jésus (Gesellschaft vom Herzen Jesu), die Frauen unter Adélaïde de Cicé Société du Coeur de Marie (Gesellschaft vom Herzen Mariä, heute: Gesellschaft der Töchter vom Herzen Mariä). Erzbischof Antoine-Eléonore-Léon Le Clerc de Juigné (1782–1802) approbierte die Gründung Anfang August 1791 in Chambéry. 1799 kam es in London zu einer Approbation der Ordensregel durch die dort versammelten Exil-Bischöfe. Schließlich erreichte Clorivière in einem persönlichen Gespräch mit Papst Pius VII. am 19. Januar 1801 dessen mündliche Approbation. Vier Mitglieder des Männerordens kamen 1792 beim Septembermassaker ums Leben. Das Mitglied François Cormaux (1746–1794) wurde guillotiniert.

### Gefangener Napoleons
Als Clorivière 1804 von einer zweijährigen Visitationsreise durch Südfrankreich nach Paris zurückkam, wurde er beschuldigt, in das Attentat der Rue Saint-Nicaise vom 24. Dezember 1800 verwickelt zu sein, da sein Neffe Joseph-Pierre Picot de Limoëlan (1768–1826) zu den Verschwörern gehörte. Er wurde festgenommen und verbrachte die Zeit von August 1804 bis April 1809 im Gefängnis Temple.

### Neugründer der französischen Jesuitenprovinz und Tod
Nachdem Clorivière bereits im Oktober 1805 in die (einzig verbliebene) russische Jesuitenprovinz eingegliedert worden war, stand er ab 1809 mit dem russischen Jesuitengeneral Tadeusz Brzozowski in Verbindung und wurde 1814 von ihm offiziell mit der Restauration der französischen Jesuitenprovinz beauftragt. Obwohl er inzwischen 80 Jahre alt war, setzte er in diese Aufgabe seine ganze Arbeitskraft und machte 1816 noch eine mehrmonatige Visitationsreise durch Westfrankreich. Unterstützung erfuhr er vor allem durch seinen Assistenten Joseph Varin (1769–1850), der 1818 die feierlichen Gelübde ablegte. Im Januar 1818 trat er aus Altersgründen zurück. Im April 1818 starb die Mitgründerin der Töchter vom Herzen Mariä, Adélaïde de Cicé. Am 8. Januar 1820 starb er selbst plötzlich und ohne Anzeichen einer Krankheit im Alter von 84 Jahren.

### Der Autor
Der Stotterer Clorivière war ein flüssiger Schreiber. Von ihm sind zahlreiche theologische (auch mystische) Schriften sowie eine umfangreiche Korrespondenz erhalten, die seit dem Zweiten Vatikanischen Konzil und dem Aufkommen der Säkularinstitute zunehmende Aufmerksamkeit erfahren.

### Entwicklung der Ordensgründungen
Der Männerorden vom Herzen Jesu starb 1866 aus, wurde aber 1918 von Daniel-Marie Fontaine (1862–1920) wieder begründet. Er wurde 1952 nach päpstlichem Recht anerkannt und nennt sich heute Institut séculier des Prêtres du Coeur de Jésus (Säkularinstitut der Priester vom Herzen Jesu). Der Frauenorden wurde 1825 schriftlich approbiert, 1857 nach päpstlichem Recht anerkannt und nennt sich heute Société des Filles du Coeur de Marie (Gesellschaft der Töchter vom Herzen Mariä). Beide Orden sind seit 1996 zusammen mit weiteren Laiengesellschaften Teil der Familie Cor Unum. Bekanntes Mitglied des Frauenordens war Ruth Pfau.

## Werke (Auswahl)

### Gebet und Anbetung
- Considérations sur l’exercice de la prière et de l’oraison, hrsg. von André Rayez und François Morlot. Desclée De Brouwer, Paris 1981 (zuerst 1962).
  - (schwedisch) Tankar om yttre och inre bön. Stockholm 2013.
- Prière et oraison. Considérations sur l’exercice de la prière et de l’oraison, hrsg. von Yves Jausions. Parole et silence, Paris 2016 (Sprache aktualisiert)

### Texte herausgegeben von Chantal Reynier
- La passion et la résurrection. Parole et silence 2000.
- Et Il a habité parmi nous. Parole et silence 2000.
- La Pentecôte du Seigneur. Parole et silence 2002.
- Profil spirituel du chrétien. Parole et silence 2004.
- Une pensée par jour. Médiaspaul 2012.
- Prier 15 jours avec Pierre-Joseph de Clorivière, jésuite sous la Révolution. Nouvelle cité 2013.

### Weitere Texte in neueren Ausgaben
- Henri Monier-Vinard (1877–1961) (Hrsg.): Pierre de Clorivière, de la Compagnie de Jésus 1734–1820, d’après ses notes intimes de 1763 à 1773. 2 Bde. Spes, Paris 1935.
  - (italienisch) L’esperienza di Dio. Note intime. Roma : Città Nuova, 1996.
- Études sur la Révolution. Fideliter 1988.
- Études sur la Révolution. Sainte-Jeanne-d’Arc 1985.

### Korrespondenz
- Correspondance, 1787–1804. Pierre-J. de Clorivière und Adélaïde de Cicé. Beauchesne, Paris 1993.
- Lettres aux membres de sa famille de la Société du Coeur de Jésus et à diverses personnes, hrsg. von François Morlot. Fates, Troyes 1994.
- Lettres de fondation. Éditions franciscaines, Paris 1997.
- Lettres de prison, 1804–1806. Pierre-J. de Clorivière und Adélai͏̈de de Cicé. Beauchesne, Paris 1997.
  - (italienisch) Lettere di Pietro Giuseppe de Clorivière a Adelaide de Cicé. Rom 2007.